# Atletisme als Jocs Olímpics d'Estiu de 1900 - 1.500 metres masculins
La prova dels 1500 metres masculins va ser una de les proves d'atletisme que es va dur a terme als Jocs Olímpics de París de 1900. La prova es va córrer el 15 de juliol de 1900 i hi prengueren part nou atletes representants de sis països. Les curses tenien lloc en una pista de 500 m de circumferència.

## Medallistes
| Or              | Plata        | Bronze    |
| Charles Bennett | Henri Deloge | John Bray |

## Rècords
Aquests eren els rècords del món i olímpic que hi havia abans de la celebració dels Jocs Olímpics de 1900.
| Rècord del Món | 4' 09,0" (*) | John Bray   | Baiona (FRA) | 30 de maig de 1900     |
| Rècord Olímpic | 4' 33,2"     | Teddy Flack | Atenes (GRE) | 7 d'abril de 1896 (CG) |

(*) No oficial
Charles Bennett fa un nou rècord del món, no oficial, amb 4' 06,2".

## Resultats
| Posició | Atleta                | Temps      |
| ------- | --------------------- | ---------- |
| Or      | Charles Bennett       | 4' 06,2"   |
| Plata   | Henri Deloge          | 4' 06,6"   |
| Bronze  | John Bray             | 4' 07,2"   |
| 4       | David Hall            | desconegut |
| 5       | Christian Christensen | desconegut |
| 6       | Hermann Wraschtil     | desconegut |
| 7-9     | Ondřej Pukl           | desconegut |
| 7-9     | John Rimmer           | desconegut |
| 7-9     | Louis Segondi         | desconegut |

Charles Bennett lidera la cursa amb un petit marge sobre Deloge. La darrera volta, de 500 m, la fa amb un temps d'1' 10,2" per completar un temps total de 4' 06,2", un nou rècord del món, tot i que no oficial. John Bray supera per poc menys de dos metres el quart classificat, David Hall.